# Schaubach (Gersprenz)
Der Schaubach ist ein knapp eineinhalb Kilometer langer Bach im Odenwald und ein linker und westlicher Zufluss der Gersprenz, der im  hessischen Landkreis Darmstadt-Dieburg verläuft.

## Geographie

### Verlauf
Der Schaubach entspringt im Odenwald nördlich vom Schaubacher Berg bei Groß-Bieberau. Er mündet nördlich von Groß-Bieberau in die Gersprenz. 
Im Bereich der Schaubachmündung wurde ein Teil der Gersprenz renaturiert. Rechts vom Flussbett wurde ein zweiter Arm gebaut, der heute der Hauptarm der Gersprenz ist. Der Schaubach mündet in das ursprüngliche Flussbett, das je nach Witterungslage mehr oder weniger trocken liegt.

### Flusssystem Gersprenz
- Fließgewässer im Flusssystem Gersprenz